# 21670 Kuan
A 21670 Kuan (ideiglenes jelöléssel 1999 RD11) a Naprendszer kisbolygóövében található aszteroida. A LINEAR projekt keretében fedezték fel 1999. szeptember 7-én.